# Saint-Domingue (ville)
Pour les articles homonymes, voir Saint-Domingue.
Saint-Domingue (en espagnol : Santo Domingo ou Santo Domingo de Guzmán, ou San Domingo de façon plus ancienne) est la capitale ainsi que la plus grande ville de la République dominicaine. Elle est située sur la côte sud de l'île d'Hispaniola que le pays partage avec Haïti. Saint-Domingue est située en bordure de la mer des Caraïbes, à l'embouchure de la rivière Ozama. L'agglomération de Saint-Domingue, capitale économique du pays, en croissance rapide compte 2,7 millions d'habitants en 2018, ce qui en fait la plus grande ville des Grandes Antilles et Petites Antilles confondues.
Fondée en 1502, Santo Domingo est le plus vieux site de peuplement espagnol et européen des Amériques habité sans discontinuité et fut le premier siège du pouvoir espagnol dans le Nouveau Monde. Depuis 1932, elle est le chef-lieu du district national.

## Histoire

### Fondation de la ville - La domination espagnole
Une première colonie espagnole, nommée La Navidad, s'installe dans le nord de l'île quelques mois après l'arrivée de Christophe Colomb fin décembre 1492. Mais les premiers occupants furent massacrés par les indiens Taïnos.

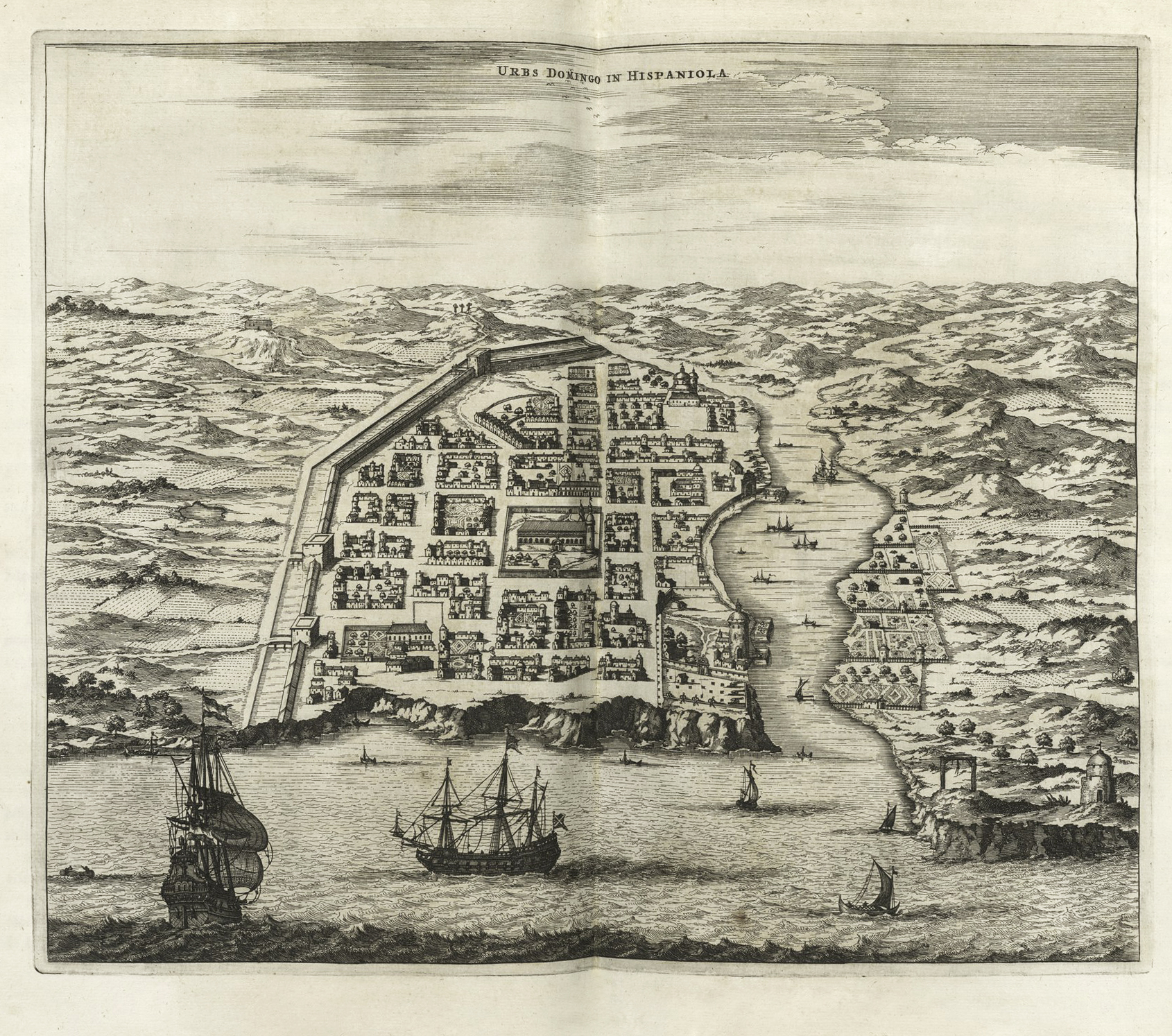
Un plan de Santo Domingo de 1671

Une deuxième colonie espagnole permanente est fondée, toujours dans le nord baptisée La Isabela. Mais l'emplacement peu propice (absence de source d'eau potable et mouillage de mauvaise qualité pour les navires), ainsi que les vents violents venant du nord qui sont accusés par les colons d'être à l'origine des nombreuses épidémies dont les Européens sont atteints, entrainent la construction d'une nouvelle ville au sud de l'île, alors édifiée en 1496 sur la rive orientale du fleuve Ozama la ville de Nueva Isabela, en hommage à la reine d'Espagne Isabelle de Castille. Elle est officiellement fondée le 4 août 1496.
En 1502, un cyclone tropical ravage la nouvelle ville qui est alors reconstruite sur l'autre rive du fleuve par le gouverneur Nicolás de Ovando et prend le nom de Santo Domingo de Gúzman, en l'honneur de Saint Dominique de Guzmán. Un plan en damier est retenu pour la construction de cette cité qui est aujourd'hui le quartier de la zone coloniale (Zona Colonial, Ciudad Colonial). 
Dès 1508, Santo Domingo acquiert son statut de ville espagnole, Ferdinand II d'Aragon, roi d'Espagne, lui accordant ses armes. Elle devient le siège de la vice-royauté des Amériques. En 1511, on y crée le premier Tribunal Royal dont la juridiction s'étend à l'ensemble des territoires du Nouveau Monde. Diego Colomb, fils de l'amiral, installe la première cour de Vice-roi et Gouverneur des Indes, dans ce qui est aujourd'hui nommé le Palais de Colomb (El Alcazár de Colón), situé stratégiquement entre deux portes des murs d'enceinte de la ville. De ce bâtiment on peut voir le fleuve, au bord duquel sont également édifiés les chantiers navals royaux qui portent toujours le nom de Atarazanas Reales (es).
En 1538 est créée la plus vieille université du Nouveau Monde par une bulle du pape, In Apostolatus Culmine, qui octroie ce statut au centre d'études fondé dès 1502 par Hernando de Gorjón et qui occupe le Couvent des Dominicains, à quelques pas de la forteresse. Elle est baptisée Santo Tomás de Aquino (Saint-Thomas d'Aquin). L'institution existe encore de nos jours sous le nom d’Université autonome de Saint-Domingue (UASD).
Diego Colomb lègue une ville en grande expansion en 1523, à la fin de son second mandat de gouverneur. L'or se faisant sur l'île plus difficilement exploitable, cette production laisse place à la culture de la canne à sucre, dont le succès en Europe permet le financement des grandes constructions de Saint-Domingue au XVIe siècle.

### Les attaques pirates anglaises
En 1586, Francis Drake et ses hommes attaquent la ville qu'il occupe durant un mois. Le corsaire anglais tente de négocier une rançon en échange de la libération de la ville. Il n'obtient finalement qu'un vingtième de ce qu'il avait espéré. Il pille et brûle une grande partie de la ville. Seule la cathédrale, dans laquelle il semble avoir établi son quartier général durant le siège, échappe au feu, mais il emporte son trésor et ses cloches.
À la suite de cette destruction, la plupart des bâtiments sont reconstruits à l'identique. Le roi Philippe II d'Espagne ordonne néanmoins le renforcement des principales escales de sa flotte et charge les ingénieurs espagnols Juan Bautiste Antonelli et Juan de Tejeda (es) de mettre en place des systèmes de défense dans les ports de Santo Domingo, San Juan de Porto Rico, La Havane, Carthagène, etc. Son successeur, Philippe III d'Espagne, fait déplacer plusieurs colonies de la côte nord de l'île vers les abords de la capitale.

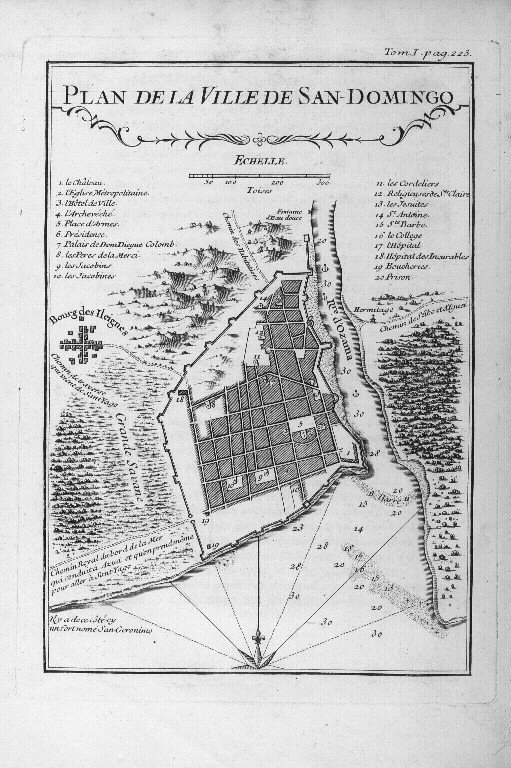
Un plan de San Domingo de 1730.

En avril 1655, la flotte anglaise de Cromwell, emmenée par l'amiral William Penn et le général Robert Venables, attaque la ville, l'objectif est de propager le protestantisme dans le Nouveau Monde. Les deux assauts des 8000 hommes de Venables sont néanmoins repoussés par le nouveau gouverneur général d'Hispaniola, Bernardino de Meneses Bracamonte y Zapata (es), comte de Peñalba (es) (qui donna son nom à la principale rue piétonne de la ville El Conde, qui signifie en français Le Comte). Penn et Venables, furieux de leur défaite due à leur manque de collaboration, se vengent s'emparant de la Jamaïque.

### La domination française
À la fin du siècle suivant, le traité de Bâle de 1795 scelle la cession par l'Espagne de la partie est de l'île d'Hispaniola à la France, cette dernière reprenant ainsi l'île tout entière, qui fut dénommée Saint-Domingue. La ville de Saint-Domingue est envahie par Toussaint Louverture en janvier 1801.
Après s'être emparé de Santiago, le 25 février 1805, l'armée haïtienne assiège Saint-Domingue le 7 mars. Le 21 mars, les assiégés reçoivent en renfort une escadre français, menée par l'amiral Comte de Missiessy. Le 28 mars, Dessalines abandonne le siège de Santo Domingo et fait retraite vers Haïti. Ce n'est qu'en 1809, après la bataille de Palo Hincado, que la ville, de même que toute la partie est d'Hispaniola, se rattacha à la tutelle espagnole.

### La domination haïtienne
En 1821, quelques semaines après la déclaration d'indépendance des colons espagnols, les troupes haïtiennes emmenées par Jean Pierre Boyer entrent dans la ville. L'île resta haïtienne jusqu'en 1844. Le 27 février de cette année commence près de la porte du Condé la guerre qui mène à l'indépendance de la République dominicaine.

### Après l'indépendance

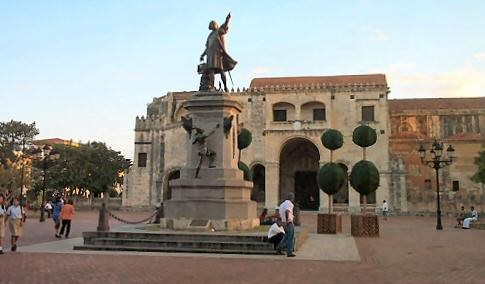
Parque Colón

Au début du XIXe siècle, la muraille d'enceinte est presque entièrement démolie et la plupart des briques et des pierres sont récupérées pour restaurer de nombreux bâtiments de la grande époque coloniale. La zone coloniale fut rénovée et ses façades reprennent les couleurs du XVIIe.
La ville est presque entièrement détruite par un ouragan en 1930. Elle est reconstruite et en 1936 renommée Ciudad Trujillo en l'honneur du dictateur Rafael Trujillo. La ville retrouve son nom originel juste après l'assassinat de ce dernier en 1961.
Le 6 octobre 1992, dans le cadre des célébrations du Cinquième centenaire de la découverte et de l'évangélisation de l'Amérique, est inauguré le Faro A Colón (Phare de Colomb), immense monument à la mémoire de Christophe Colomb, dont les premiers projets avaient été déposés dès l'année 1923. À cette occasion sont transférés les restes du corps du célèbre amiral dont la dépouille funèbre se trouvait jusqu'alors dans une des tombes de la cathédrale. L'authenticité en est cependant contestée par l'Espagne qui affirme disposer de ces restes.
En 2001, la ville est divisée en quatre municipalités et une ville-province.

## Géographie

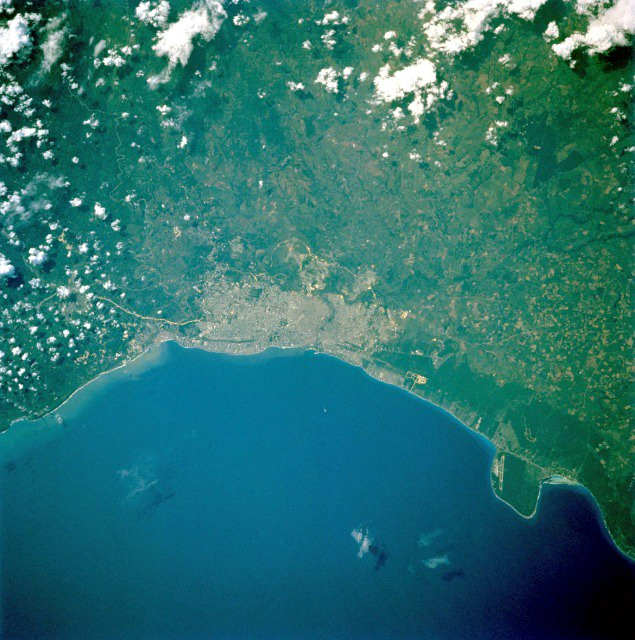
Ville de Saint-Domingue vue de l'espace, mai 1992.

La ville est située sur la mer des Caraïbes, à l'embouchure de la rivière Ozama.

## Population
La ville compte 3 696 597 habitants (2014).

### Économie
La ville a fait beaucoup d'efforts économiques et commerciaux. En 1999, 35 % de la population de la ville vivait sous le seuil de pauvreté contre 12 % en 2020.
De nombreuses entreprises nationales et internationales ont leur siège ou des bureaux régionaux à Saint-Domingue. La ville attire de nombreuses entreprises et franchises en raison de sa situation géographique et la stabilité économique internationale.
L'infrastructure est suffisante pour la plupart des opérations commerciales. Un élément clé qui a permis à la ville de grandir et d´affronter la concurrence mondiale, est l'infrastructure des télécommunications. Au cours des dernières années, la République Dominicaine a bénéficié d'un système moderne de télécommunications, en raison de sa privatisation et l'intégration des systèmes américains. Le port commercial se trouve à Rio Haina.
La croissance économique de la ville est très sensible à l'augmentation du nombre de bâtiments, de centres commerciaux, d'autoroutes et de l'activité commerciale. Santo Domingo a une grande fracture sociale, allant des quartiers pauvres aux quartiers très riches. Les villas de familles à revenu élevé se trouvent dans le polygone central de la ville. Ce dernier est bordé par l'avenue John F. Kennedy au nord, Avenue du 27 février au sud, Avenue Winston Churchill à l'ouest et par l'Avenue Máximo Gómez à l'est, et il se caractérise principalement par son quartier résidentiel et sa vie nocturne très active (avant la crise sanitaire due au Sars-Cov-2, créant la Covid-19). On notait des boites de nuit très fréquentées sur des modèles locaux ou plus européens (tendance Ibiza et même un fan-club très réduit de l’An-Fer).
Santo Domingo a des zones en rapide développement. Parmi elles, Serralles, Naco, Arroyo Hondo, Piantini, Urb Fernandez, Ens. Juliet, Paradise, les Prairies, Los Prados, Bella Vista, Sarasota et d'autres secteurs, qui se composent principalement de riches édifices et maisons de luxe, contrastant avec la périphérie de la ville comme Gualey et Capotille qui est économiquement moins développée. Bella Vista et La Esperilla sont actuellement les secteurs les plus dynamiques avec de grands projets, surtout Bella Vista avec des grandes tours en construction en 2019. Gazcue appartient à la zone sud-est plus traditionnelle de la ville et est connu pour ses bâtiments qui datent des années 1930 à 1960. Les centres commerciaux et grandes surfaces de la ville sont situés principalement sur l'avenue Winston Churchill. Il est également le foyer des plus grandes banques commerciales, telles que Banco Popular Dominicano, la Banque Scotia, Citibank, Banco BHD, Banco del Progreso, Banreservas, entre autres. Février 27 Avenue est un très grand succès commercial, et est considérée comme le moyen le plus important de la ville mais cette avenue subit de très enormes bouchons.
Les centres commerciaux les plus anciens dans le pays sont Plaza Central et Plaza Naco. Ce dernier a été le premier centre commercial de la ville. Bella Vista Mall est l'un des nouveaux centres commerciaux construits dans la ville, qui attire de nombreuses familles à revenu élevé. La ville possède un marché de valeurs établi à la fin des années 1990. La plupart des pauvres vivent à la périphérie de grands centres commerciaux. Peu d'habitants vivent sous le seuil de pauvreté.
Agora Mall est un centre commercial au centre de Santo Domingo, Vue de George Washington, Avenue du Crowne Plaza Citibank Tower à Saint-Domingue. La ville est le centre de l'activité économique en République Dominicaine.

## Patrimoine

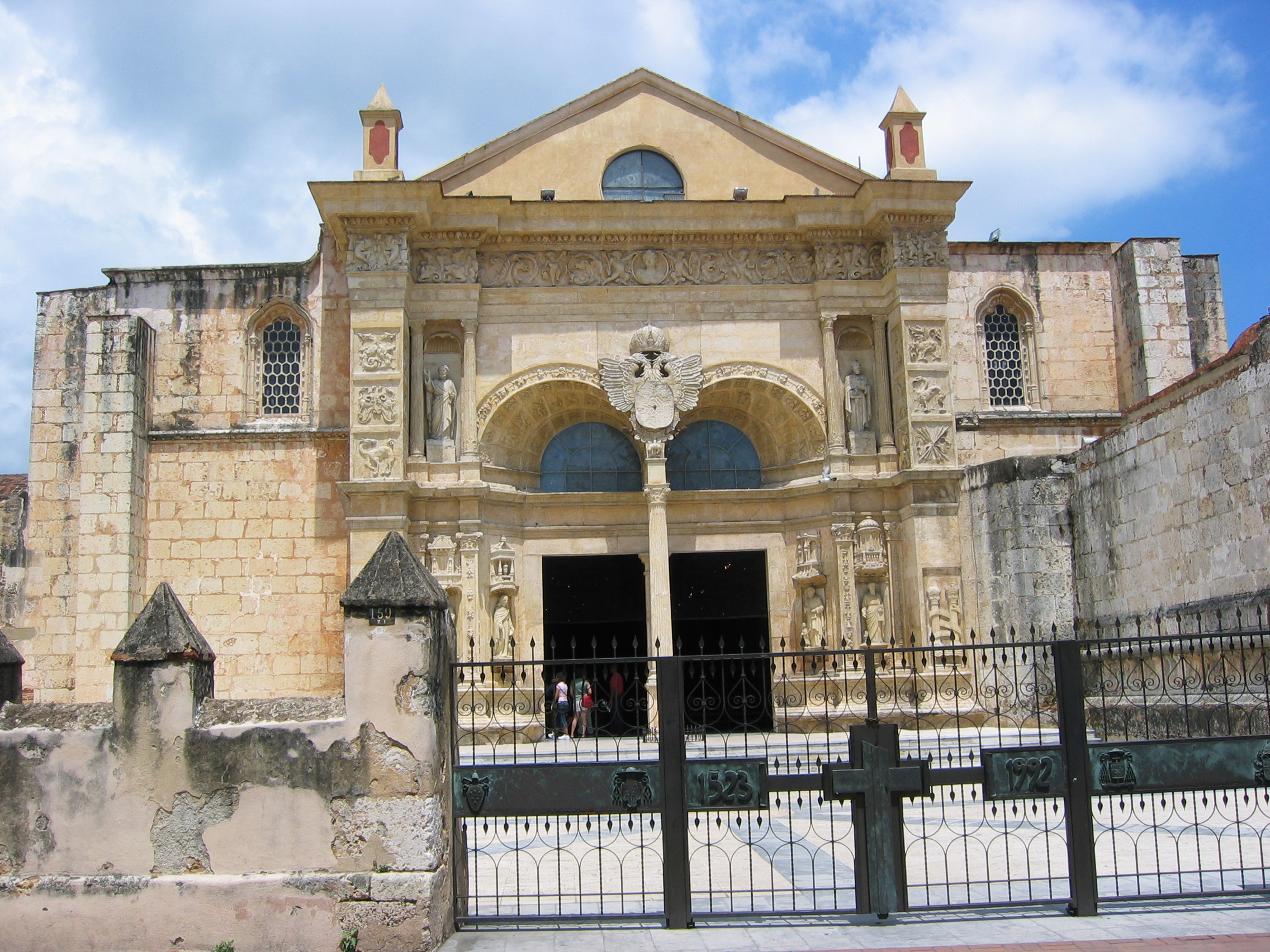
Cathédrale de Saint-Domingue.

La zone coloniale de Saint-Domingue a été déclarée patrimoine de l'Humanité par l'UNESCO pour ses constructions espagnoles les plus anciennes du continent américain, dont :
- la première université, l'université autonome de Saint-Domingue, héritière de l'université saint Thomas d'Aquin créée en 1538,
- la première cathédrale, la cathédrale Notre-Dame-de-l'Incarnation,
- la maison de Christophe Colomb,
- la forteresse Ozama (du nom du fleuve Ozama),
- la maison d'Hernán Cortés qui accueille aujourd'hui l'ambassade de France en République dominicaine jusqu’en 2021 date de son déménagement dans le quartier Piantini.

La ville a été Capitale américaine de la culture en 2010.

## Personnalités
- Salomé Ureña (1850 - 1897) : poétesse et éducatrice dominicaine.
- Dania Ramírez (1979 -) : actrice américano-dominicaine.
- Hulda Guzmán née dans la ville en 1984, artiste visuelle
- Mónica Ferreras de la Maza (1965 -) : artiste visuelle dominicaine.
- Frankie de la Cruz (1984-2021), joueur de baseball dominicain.

## Transports
La population de l'agglomération, qui compte 2,7 millions d'habitants, utilise différents moyens de transport pour se déplacer : principalement des bus, des minibus, des taxis, des motos, etc. Les moyens de transport collectifs les plus utilisés par les Dominicains sont :
- el carro publico : taxi collectif qui embarque 6,7 ou 8 personnes dans des voitures généralement en mauvais état. C'est un moyen de transport économique ;
- la guagua : bus ou mini bus qui assure le transport urbain et interurbain ;
- el motoconcho : moto-taxi.

Le réseau de bus de l'OMSA utilise des véhicules peu efficaces, polluants et coûteux, une situation qui n'a connu aucune évolution depuis 25 ans.
La circulation routière dans la capitale est très compliquée et subit de nombreux bouchons. La sécurité routière est faible. Être piéton est risqué, les trottoirs sont en mauvais état et les voitures ne cèdent pas le passage aux piétons.
Depuis janvier 2009 la capitale dispose d'un métro, le second construit dans les îles Caraïbes après le Tren Urbano de San Juan de Porto Rico. Le métro de Saint-Domingue comprend en 2019 deux lignes d'une longueur totale de 28,4 kilomètres qui desservent 30 stations. Les travaux ont débuté en 2005 et la première ligne a été inaugurée le 29 janvier 2009. La deuxième ligne dont les travaux ont commencé en 2009 a été inaugurée en deux temps : inauguration d'un premier tronçon le 1er avril 2013 et un prolongement de 3,6 kilomètres en août 2018. En 2018 le métro a transporté 87 millions de passagers avec un trafic moyen les jours ouvrés de 320 000 passagers. Les lignes circulent en souterrain (24 stations sur 30) sauf à l'extrémité nord de la ligne 1 ou la voie est posée sur un viaduc. Le réseau est desservi par des rames de 3 voitures qui se succèdent en heure de pointe toutes les 90 secondes. Le réseau de métro de Saint-Domingue fait partie d'un important plan national pour améliorer le transport dans cette ville et dans le reste du pays,,.
Depuis mai 2018 la ville dispose également d'un téléphérique, le premier installé dans les Caraïbes. L'objectif est de désenclaver les quartiers périphériques nord-est de la capitale en survolant les méandres du fleuve Ozama. Le téléphérique de Saint-Domingue, long de 5 kilomètres, comprend 4 stations. Comprenant 195 cabines d'une capacité de 10 personnes circulant à une vitesse de 5 m/s (18 km/h), il a une capacité de 3000 passagers par heure et par sens soit 54 000 passagers par jour. Une correspondance est assurée avec la ligne 2 du métro Eduardo Brito. Le projet est financé par l'Agence Française du Développement dans le cadre d'un prêt de 210 millions d'euros portant plus globalement sur l'aménagement de Saint-Domingue-est. Une seconde ligne a été inaugurée en mai 2023. Les 157 cabines de ce nouvel appareil circulent cette fois-ci à une vitesse de 7 m/s (25,2 km/h), et permettent ainsi d'atteindre un débit de 4500 passagers par heure et par direction (ce qui en fait l'appareil monocâble urbain le plus rapide du monde et celui avec le débit le plus élevé).
Saint-Domingue est desservie par deux aéroports internationaux : l'aéroport Las Américas à l'est et l'aéroport La Isabela - Dr Joaquín Balaguer au nord-ouest.

## Sport
Le baseball est le sport le plus important en République dominicaine et deux clubs portent les couleurs de la ville de Saint-Domingue en Liga Dominicana : les Tigres del Licey, 22 fois champion national, et les Leones del Escogido, 14 fois champion national et champion en titre.
Le hockey sur glace est paradoxalement bien apprécié de la population locale alors que la glace est assez rare dans le pays.
À l’est de la ville, le secteur de Guerra accueille de nombreux camps d’été de club de MLB comme les Jays, les Sox, le DFCO, les Jets.
La ville a accueilli les Jeux panaméricains du 1er au 17 août 2003.
Au sud de la ville le parc Mirador Sur permet, tel le Central Park de la ville, de s’adonner à de nombreux sports tels que jogging (ou course à pied), roller, skateboard, vtt (depuis 2020 existe un parcours de Vtt discrètement balisé en jaune et marron) et même pédalo sur le grand lac.
Des riders tentent de monter un parcours de type Enduro FreeRide vers le Jardin Botanico.

## Toponymie
Elle est ainsi nommée en l'honneur de saint Dominique de Guzmán, le fondateur de l'ordre dominicain, car elle fut fondée le 4 août 1496, jour où l'on fêtait le saint à l'époque, même si elle fut baptisée dans un premier temps Nueva Isabela, en hommage à la reine Isabelle de Castille. Elle prendra le nom de Santo Domingo de Gúzman après avoir été détruite par un cyclone en 1502. Il est à noter aussi que Domenico était le prénom du père de Christophe Colomb et des frères de ce dernier.
Entre 1936 et 1961, elle portera également le nom de Ciudad Trujillo en l'honneur du dictateur Rafael Trujillo qui dirigea le pays durant cette période.

## Jumelages
Santo Domingo est jumelée avec :
- Madrid (Espagne)
- Sarasota (États-Unis)
- New York (États-Unis)
- Manaus (Brésil)
- Eygliers (France)